# Ліберія на літніх Олімпійських іграх 1988
Ліберія брала участь у літніх Олімпійських іграх 1988 року в Сеулі всьоме у своїй історії, але не завоювала жодної медалі. Збірну країни представляла одна жінка.